# Dinamismo
Em metafísica, dinamismo é um nome geral para um grupo de visões filosóficas sobre a natureza da matéria. Por mais diferentes que possam ser em outros aspectos, todas essas opiniões concordam em fazer a matéria consistir essencialmente em unidades, substâncias ou forças simples e indivisíveis. O dinamismo às vezes é usado para designar sistemas que admitem não apenas matéria e extensão, mas também determinações, tendências e forças intrínsecas e essenciais à matéria. Mais apropriadamente, no entanto, significa sistemas exclusivos que eliminam o dualismo da matéria e da força, em se reduzindo a primeira à segunda. Isto é evidente na formulação clássica de Leibniz.

## A formulação de Leibniz
O dinamismo é a metafísica de Gottfried Leibniz (1646-1716) que reconcilia a teoria das substâncias hilomórficas com o atomismo mecanicista por meio de uma harmonia pré-estabelecida, e que mais tarde foi desenvolvida por Christian Wolff (1679-1754) como uma cosmologia metafísica. A tese principal de Leibniz segue como consequência de sua mônada, que: “a natureza de toda substância carrega uma expressão geral de todo o universo. [A mônada fornece] o conceito de uma substância individual que contém ... todos os seus fenômenos, de modo que nada pode acontecer com a substância que não é gerada a partir de seu próprio terreno ... mas em conformidade com o que acontece com outra". . . Por meio do que Leibniz "contrapõe a tendência inerente ao racionalismo cartesiano e espinozista em direção a uma interpretação "isolacionista" da independência ontológica da substância... O relato de Leibniz sobre a força substancial visa fornecer o fundamento metafísico completo para uma ciência da dinâmica". 
No parágrafo de abertura do Specimen dynamicum (1692), Leibniz começa esclarecendo sua intenção de substituir a descrição cartesiana da substância corporal, afirmando a prioridade da força sobre a extensão... Isso lhe permite afirmar que o princípio aristotélico de forma é necessário para o relato filosófico da natureza. Ele faz isso em vista de quatro facetas principais de sua doutrina da força: (1) a caracterização da força (vis naturae) como aquilo que é constitutivo da própria substância; (2) a preocupação de distinguir nitidamente esse conceito de força da noção escolástica de potentia; (3) a interpretação correlativa da força em termos de conatus ou  nisus, isto é, como algo entre mera potência e ato completo; e (4) a afirmação da correção fundamental do próprio conceito de forma de Aristóteles como "enteléquia" e a tentativa correspondente de Leibniz de tornar esse conceito totalmente inteligível.
Substituindo o conceito cartesiano de substância corporal e advogando o princípio aristotélico da forma, Leibniz prepara o terreno para uma interpretação do ser material em termos diferentes dos de matéria inerte e movimento comunicado externamente. Leibniz, portanto, retém o que considera ser o núcleo racional da concepção aristotélica de substância. De fato, a teoria da força de Leibniz envolve a reabilitação e a reconstrução do composto de matéria-forma como o conceito central da metafísica da natureza corporal. A preocupação de Leibniz de reviver o esquema explicativo aristotélico por meio do conceito de força substancial está por trás de sua descrição das características estruturais e materiais da agregação de mônadas e da interação corporal. Ele sustenta que as quatro expressões ontológicas seguintes de força substancial constituem a natureza de uma substância corporal completa e fornecem os fundamentos de toda interação corporal: força ativa primitiva, força passiva primitiva, força ativa derivada e força passiva derivada.
A análise da força ativa primitiva (vis ativa primitiva) produz o princípio metafísico fundamental de que a substância perdura por todos os processos de interação corporal fenomenalmente manifestada [e] a base da identidade de qualquer corpo em particular através das alterações pelas quais sofre como resultado de suas interações com outros corpos. Ele também fornece a continuidade e conservação da ação dentro da natureza corporal como um todo. A força passiva primitiva (vis passiva primitiva) é o fundamento da extensão corporal, pela qual um corpo aparece como massa material [e capacidade] para resistir a mudanças em seu estado de movimento e impedir a penetração por outros corpos ... A força ativa derivada (vis ativa derivativa) resulta da modificação ou limitação da força primitiva ... que assume a forma do conflito fenomenalmente manifestado dos corpos físicos ... sujeita à distribuição em virtude deste conflito. Portanto, não perdura em nenhum corpo durante o curso de sua interação com outras substâncias corpóreas. Uma vez que é compreensível como a ação interna [quando] é acionada por algum outro corpo ou corpos, [com] a capacidade de resistir... à penetração e mudanças em seus estados de movimento. Força passiva derivada (vis passiva derivativa) é a modificação puramente quantitativa da força passiva primitiva [conhecida] em termos de medidas da resistência de qualquer massa material à penetração e mudança em seu estado de movimento.
Leibniz insiste que a força primitiva pertence apenas a causas completamente gerais. Como princípio estritamente metafísico, é objeto de apreensão puramente racional. Portanto, não está diretamente ligado às leis reais da interação corporal no reino fenomenal. Por outro lado, a força derivada pertence diretamente a essa interação observável. Sua análise leva à formulação sistemática das leis fundamentais da dinâmica corporal. Essas são leis de ação conhecidas não apenas pela razão, mas são também comprovadas pela evidência dos sentidos.

—Jeffrey Edwards, "Leibniz’s Aristotelian Dynamism and the Idea of a Transition from Metaphysics to Corporeal Nature" in ''Substance, Force, and the Possibility of Knowledge: On Kant's Philosophy of Material Nature''

## Século XX e uso contemporâneo
Elementos do dinamismo podem ser encontrados nas obras de Henri Bergson e em obras mais contemporâneas, como a filosofia do processo de Alfred North Whitehead em termos de relações, bem como a teoria dos sistemas de Ludwig von Bertalanffy e William Ross Ashby. O filósofo basco Xavier Zubiri, mais notavelmente em suas obras "Sobre a Essência" e "Estrutura Dinâmica da Realidade", detalha vários dinamismos inerentes ao universo, começando com a variação e depois sobre alteração, identidade, posse de si, convivência, até ao Dinamismo como um Modo de Ser-no-mundo. É uma resposta à Filosofia do Espírito via Hegel, além de reducionistas e Heidegger. Esse conceito também tem ressonância com as escolas de filosofia de ontologia orientada a objetos e realismo especulativo.